# Juliana Baroni
Juliana Riva Baroni (Limeira, 17 de abril de 1978) é uma atriz e diretora de cinema brasileira. Além de ex-paquita, foi a protagonista da quinta temporada de Malhação seriado adolescente da Rede Globo. E também é conhecida por estrelar a novela Dance Dance Dance, da Rede Bandeirantes, e a versão brasileira de Cúmplices de um Resgate no SBT.

## Biografia
De ascendência italiana, começou sua carreira na televisão como assistente de palco dos programas de Xuxa, como Paquita, que desempenhou por cinco anos. Em 1º de fevereiro de 1990 foi escolhida como a nova Catuxa no programa Xou da Xuxa, completando seu apelido de Jujuba. Participando da 2ª geração das Paquitas, juntamente com Letícia Spiller e Bianca Rinaldi.
Na época do programa, ela participou de um disco junto com as outras paquitas além de fazer coro nos álbuns da Xuxa. Deixou o grupo em 1995 junto com as suas colegas quando houve a troca de geração de Paquitas no Xuxa Park. 
Em 1995 estreia na sua primeira novela em Cara & Coroa interpretando Júlia. Em 1996 interpreta em Salsa e Merengue Inês. Entre 1998 e 1999, foi a protagonista da quinta temporada do seriado adolescente Malhação. Em 2000, interpreta Sheeva Maria na novela Uga Uga.
Em 2001 vai para Portugal interpretar Cláudia Cardoso Lobo na novela A Senhora das Águas na emissora portuguesa RTP.
Em 2005, interpretou Soraya na novela A Lua Me Disse. Em 2006, ela relembrou seus tempos de paquita no especial Xuxa 20 Anos exibido pela Rede Globo. Em 2007, foi a protagonista da novela musical Dance Dance Dance, na Rede Bandeirantes. Em 2009, assinou com Rede Record, para integrar o elenco da novela Ribeirão do Tempo, juntamente com sua amiga e colega de trabalho da época de paquita, Bianca Rinaldi, interpretando a vilã Karina, após cinco anos de contrato a atriz deixa a emissora em 2014.
Em 2015, é escalada como a protagonista adulta da versão brasileira de Cúmplices de um Resgate que foi ao ar no SBT.

## Filmografia

### Televisão
| Ano     | Título                      | Personagem                                                  | Notas                                             |
| ------- | --------------------------- | ----------------------------------------------------------- | ------------------------------------------------- |
| 1990–92 | Xou da Xuxa                 | Paquita (assistente de palco)                               |                                                   |
| 1991–93 | El show de Xuxa             | Paquita (assistente de palco)                               |                                                   |
| 1992    | Paradão da Xuxa             | Paquita (assistente de palco)                               |                                                   |
| 1993    | Xuxa                        | Paquita (assistente de palco)                               |                                                   |
| 1994–95 | Xuxa Park                   | Paquita (assistente de palco)                               |                                                   |
| 1995    | Cara & Coroa                | Júlia                                                       |                                                   |
| 1996    | Salsa e Merengue            | Inês Soares da Cunha                                        |                                                   |
| 1997    | Você Decide                 | Bárbara                                                     | Episódio: "Bad Boys"                              |
| 1998–99 | Malhação                    | Claudia Bezerra (Cacau)                                     | Temporadas 4–5                                    |
| 2000    | Uga Uga                     | Shiva Vargas Pomeranz                                       |                                                   |
| 2001    | A Senhora das Águas         | Cláudia Cardoso Lobo                                        |                                                   |
| 2003    | Xuxa no Mundo da Imaginação | Gata Mia                                                    | Episódio: "Gata Mia"                              |
| 2004    | Celebridade                 | Soninha                                                     | Episódios: "4–16 de março"                        |
| 2005    | A Lua me Disse              | Soraya Goldoni                                              |                                                   |
| 2006    | A Grande Família            | Daniela                                                     | Episódio: "Uma Vez Paivense, Paivense Até Morrer" |
| 2006    | O Profeta                   | Miriam Carvalho (Troféu)                                    |                                                   |
| 2007    | Dance Dance Dance           | Sofia Ivanitch                                              |                                                   |
| 2008    | Toma Lá Dá Cá               | Miloca Albuquerque de Bragança Macieira e Silva (Louquinha) | Episódio: "Cara de Uma, Olho Junto da Outra"      |
| 2009    | Cilada                      | Mulher Chiclete                                             | Episódio: "Mulher Chiclete"                       |
| 2010    | Ribeirão do Tempo           | Karina Santos                                               |                                                   |
| 2012    | Balacobaco                  | Teresa Moura Brandão                                        | Episódios: "4–12 de outubro"                      |
| 2015–16 | Cúmplices de um Resgate     | Rebeca Agnes                                                |                                                   |
| 2024    | Pra Sempre Paquitas         | Ela mesma                                                   |                                                   |

### Cinema
| Ano  | Filme                                      | Diretor | Ator | Personagem                    |
| ---- | ------------------------------------------ | ------- | ---- | ----------------------------- |
| 1990 | Lua de Cristal                             |         | Sim  | Estudante de música / Fada    |
| 1990 | Sonho de Verão                             |         | Sim  | Juliana                       |
| 1991 | Gaúcho Negro                               |         | Sim  | Juliana                       |
| 2002 | Xuxa e os Duendes 2 - No Caminho das Fadas |         | Sim  | Fada Kin (Fada-guardiã)       |
| 2006 | Polaróides Urbanas                         |         | Sim  | Vanessa                       |
| 2010 | Lula, o Filho do Brasil                    |         | Sim  | Marisa Letícia Lula da Silva  |
| 2024 | Avassaladoras 2.0                          |         | Sim  | Laura                         |
| 2024 | Vai pra Cuba, Eduardo!                     | Sim     | Sim  | Juliana Baroni (documentário) |

## Teatro
| Ano  | Peça                         | Personagem     |
| ---- | ---------------------------- | -------------- |
| 1999 | O Momento de Mariana Martins |                |
| 2002 | Meninas de Rua               |                |
| 2003 | Balada                       |                |
| 2004 | Veneza                       | Madalena       |
| 2005 | A Maracutaia                 |                |
| 2006 | Escravas do Amor             | Malu           |
| 2008 | Os Produtores                | Ulla           |
| 2017 | Branca de Neve e Zangado     | Branca de Neve |

## Discografia
| Ano  | Nome              | Single / Participações |
| ---- | ----------------- | ---------------------- |
| 1991 | Paquitas          | "Falando com as Mãos"  |
| 2007 | Dance Dance Dance | "Dance Dance Dance"    |

## Prêmios e indicações
| Ano  | Prêmio                  | Categoria                           | Trabalho          | Resultado |
| ---- | ----------------------- | ----------------------------------- | ----------------- | --------- |
| 2007 | Prêmio Qualidade Brasil | Melhor Atriz Coadjuvante            | O Profeta         | Indicada  |
| 2008 | Prêmio Contigo! de TV   | Melhor Atriz de Novela              | Dance Dance Dance | Indicada  |
| 2008 | Prêmio Contigo! de TV   | Par Romântico (com Ricardo Martins) | Dance Dance Dance | Indicada  |